# PEBP1
PEBP1 (англ. Phosphatidylethanolamine binding protein 1) – білок, який кодується однойменним геном, розташованим у людей на короткому плечі 12-ї хромосоми.  Довжина поліпептидного ланцюга білка становить 187 амінокислот, а молекулярна маса — 21 057.
| 10         |  | 20         |  | 30         |  | 40         |  | 50         |
| ---------- |  | ---------- |  | ---------- |  | ---------- |  | ---------- |
| MPVDLSKWSG |  | PLSLQEVDEQ |  | PQHPLHVTYA |  | GAAVDELGKV |  | LTPTQVKNRP |
| TSISWDGLDS |  | GKLYTLVLTD |  | PDAPSRKDPK |  | YREWHHFLVV |  | NMKGNDISSG |
| TVLSDYVGSG |  | PPKGTGLHRY |  | VWLVYEQDRP |  | LKCDEPILSN |  | RSGDHRGKFK |
| VASFRKKYEL |  | RAPVAGTCYQ |  | AEWDDYVPKL |  | YEQLSGK    |  |            |

A: Аланін

C: Цистеїн

D: Аспарагінова кислота

E: Глутамінова кислота

F: Фенілаланін

G: Гліцин

H: Гістидин

I: Ізолейцин

K: Лізин

L: Лейцин

M: Метіонін

N: Аспарагін

P: Пролін

Q: Глутамін

R: Аргінін

S: Серин

T: Треонін

V: Валін

W: Триптофан

Кодований геном білок за функціями належить до інгібіторів протеаз, інгібіторів серинових протеаз. 
Білок має сайт для зв'язування з АТФ, нуклеотидами, ліпідами. 
Локалізований у цитоплазмі.